# Mauro Mantovani
Mauro Mantovani SDB, né à Moncalieri le 3 janvier 1966, est un prêtre salésien de Don Bosco italien, philosophe, ancien recteur de l'Université pontificale salésienne.

## Biographie

### Études et enseignement
Salésien et prêtre, Mauro Mantovani a obtenu son doctorat de philosophie auprès de l'Université pontificale de Salamanque en 2006 et son doctorat de théologie auprès de l'Université pontificale Saint-Thomas-d'Aquin en 2010. Il est professeur ordinaire de philosophie théorique. Depuis septembre 2021, il est doyen de la faculté de philosophie de l'Université pontificale salésienne, poste qu'il avait déjà occupé de 2006 à 2012. De 2012 à 2015, il est doyen de la faculté des sciences de communication sociale, de 2009 à 2015, vice-recteur et de 2015 à 2021 recteur magnifique de cette même université. D'octobre 2016 à août 2021, le P. Mantovani a occupé la charge de président de la conférence des recteurs des universités et institutions pontificales romaines (CRUIPRO).

### Autres activités
Le Père Mantovani est professeur ordinaire de l'Angelicum (depuis 2010); membre du comité scientifique de l'agence du Saint-Siège pour l'évaluation et la promotion de la qualité des universités ecclésiastiques (AVEPRO) (depuis 2018); vice-président de la société internationale Thomas d'Aquin (S.I.T.A.) (depuis 2020); consultateur du dicastère du Saint-Siège pour la culture et l'éducation (depuis 2022).
Il est membre du comité scientifique des séminaires internationaux pour l'édition et la traduction des fonds manuscrits de l'Institut d'histoire et des sciences ecclésiastiques de l'Université pontificale de Salamanque (depuis 2011), collaborateur avec convention pour les projets concernant les études thomistes de l'Université Abat Oliba CEU de Barcelone (depuis 2013), membre du comité scientifique du projet international coordonné par le département d'ontologie trinitaire de l'Institut universitaire Sophia, au titre du Dizionario Enciclopedico di Ontologia Trinitaria (depuis 2014), membre du jury du prix littéraire de Basilicata pour la section « littérature spirituelle et poésie religieuse » (depuis 2016), membre du comité de rédaction de la revue Per la filosofia. Filosofia e insegnamento (depuis 2018), membre du comité de rédaction de la revue internationale Ekklesía (depuis 2018), membre du comité scientifique de la revue internationale Sophia. Ricerche su i fondamenti e la correlazione dei saperi (depuis 2020), membre de l'Institut d'études hispaniques modernes (Instituto de Estudios Hispánicos en la Modernidad, IEHM) de l'Université des îles Baléares de Palma de Majorque (depuis 2022).
Le Père Mantovani est Scientific Editor de la revue Conservation Science in Cultural Heritage (depuis 2019), membre et collaborateur de l'Associazione Italiana Docenti Universitari (AIDU), de l'Associazione Docenti Italiani di Filosofia (ADIF), et de l'Associazione Italiana di Filosofia della Religione (AIFR).
Il collabore depuis 2006 au service de la culture et de l'université, du diocèse de Rome, coordonnant les activités du Centre culturel Paul VI de Sant'Ivo alla Sapienza. Il est également membre du conseil presbytéral du diocèse de Rome depuis 2021.
Le Père Mantovani est chevalier de l'ordre du Mérite de la République italienne. Il a reçu en 2016 le prix Premio Mediterraneo “Portatore di Pace”. En février 2020, il a reçu le prix international Bonifacio VIII – Città di Anagni 2020, XVIII edizione « …pour une culture de paix ».

## Positions
Ses domaines de recherche incluent la théologie philosophique, l'ontologie, la philosophie de l'histoire, et diverses questions frontières entre philosophie, théologie et science. Il a notamment mené des études sur l'histoire du thomisme, en particulier sur les seconds scolastiques espagnols, approfondissant les thèmes relatifs à la « démonstration » philosophique de l'existence de Dieu à partir des cinq voies de saint Thomas d'Aquin et de la transmission des commentaires et comparaisons s'y rapportant.
Le Père Mantovani est l'un des principaux connaisseurs du réalisme dynamique et des œuvres du philosophe Tommaso Demaria,.

## Œuvres principales
- Terzo settore e giovani. Essere protagonisti in una società in trasformazione / a cura di Mauro Mantovani e Mario Toso / LAS, Roma 1998.
- Fede e ragione: opposizione, composizione? / a cura di Mauro Mantovani, Scaria Thuruthiyil, Mario Toso / LAS, Roma 1999,  (ISBN 8821304124).
- Quale globalizzazione?. L'uomo planetario alle soglie della mondialità / a cura di Mauro Mantovani, Scaria Thuruthiyil / LAS, Roma 2000,  (ISBN 8821304396).
- Eleos. L'affanno della ragione: fra compassione e misericordia / a cura di Maurizio Marin e Mauro Mantovani / LAS, Roma 2002,  (ISBN 882130504X).
- Sulle vie del tempo. Un confronto filosofico sulla storia e sulla libertà, LAS, Roma 2002,  (ISBN 88-213-0483-3).
- Paolo VI. Fede, cultura, università / a cura di Mauro Mantovani e Mario Toso, con la collaborazione di Teresa Greco, Giuseppe R. M. Motta e Oliviero Riggi / LAS, Roma 2003,  (ISBN 8821305333).
- Prefazione a: Lorenzo Cretti, La quarta navigazione: realtà storica e metafisica organico-dinamica, Associazione Nuova Costruttività -Tipografia Novastampa, Verona, 2004.
- (es) An Deus sit (Summa Theologiae I, q. 2). Los comentarios de la «primera Escuela» de Salamanca, Editorial San Esteban, Salamanca 2007.
- Fede, cultura e scienza / a cura di Mauro Mantovani e Marilena Amerise; con la collaborazione di Tomasz Trafny / Libreria Editrice Vaticana, Città del Vaticano 2008,  (ISBN 8820978806).
- Didattica delle scienze. Temi, esperienze, prospettive / a cura di Cristián Desbouts e Mauro Mantovani / Libreria Editrice Vaticana, Città del Vaticano 2010,  (ISBN 9788820983901).
- La discussione sull’esistenza di Dio nei teologi domenicani a Salamanca dal 1561 al 1669. Studio sui testi di Sotomayor, Mancio, Medina, Astorga, Báñez e Godoy, LAS - Angelicum University Press - Editorial San Esteban, Roma - Salamanca 2011,  (ISBN 9788482602554).

- Oltre la crisi. Prospettive per un nuovo modello di sviluppo: il contributo del pensiero realistico dinamico di Tommaso Demaria / a cura di Mauro Mantovani, Alberto Pessa e Oliviero Riggi / LAS, Roma 2011,  (ISBN 978-88-213-0808-6).
- Momenti del Logos. Ricerche del "Progetto LERS" (Logos, Episteme, Ratio, Scientia). In memoria di Marilena Amerise e di Marco Arosio / a cura di Flavia Carderi, Mauro Mantovani e Graziano Perillo / Edizioni Nuova Cultura, Roma 2012,  (ISBN 9788861347656).
- La persona: “ambito privilegiato per l’incontro con l’essere”. Atti della Giornata di studio organizzata il 23 marzo 2012 in occasione del 75.mo anniversario della Facoltà / pubblicato in edizione digitale dalla Facoltà di Filosofia dell’Università Pontificia Salesiana, a cura di Mauro Mantovani e Luis Rosón Galache / Università Pontificia Salesiana / Roma 2012.
- Per una finanza responsabile e solidale. Problemi e prospettive / a cura di Massimo Crosti e Mauro Mantovani / LAS, Roma 2013,  (ISBN 9788821308826).
- Tra Silenzio e Parola. Percorsi di Comunicazione / a cura di Fraco Lever e Mauro Mantovani / LAS, Roma 2013.
- Francisco de Vitoria, Sul matrimonio / Introduzione, traduzione e commento di Mauro Mantovani / Aracne, Ariccia (Roma) 2015,  (ISBN 8854887862).
- (en) Notes for a perspective on beauty and art. Catholic Church, Philosophy, Education, LAP LAMBERT Academic Publishing, Saarbrüchen (Deutschland) 2015.
- Pensieri nascosti nelle cose. Arte, Cultura e Tecnica / a cura di Giulia Lombardi e Mauro Mantovani / LAS - Angelicum University Press, Roma 2015.
- Tommaso Demaria, Scritti teologici inediti / a cura di Mauro Mantovani e Roberto Roggero / LAS, Roma 2017,  (ISBN 978-88-213-1278-6).
- Tommaso Demaria, Scritti filosofici e pedagogici inediti / a cura di Mauro Mantovani, con Prefazione di Mario Toso / LAS, Roma 2020,  (ISBN 9788821313578).
- L’Università per il Patto Educativo. Percorsi di studio (con Enrico dal Covolo e Michele Pellerey), LAS, Roma 2020.
- Antropocentrismo non dispotico. Implicazioni antropologiche ed educative della Laudato si' di Papa Francesco (con Martin M. Lintner), Castelvecchi, Roma 2021.